# リガ自動車博物館

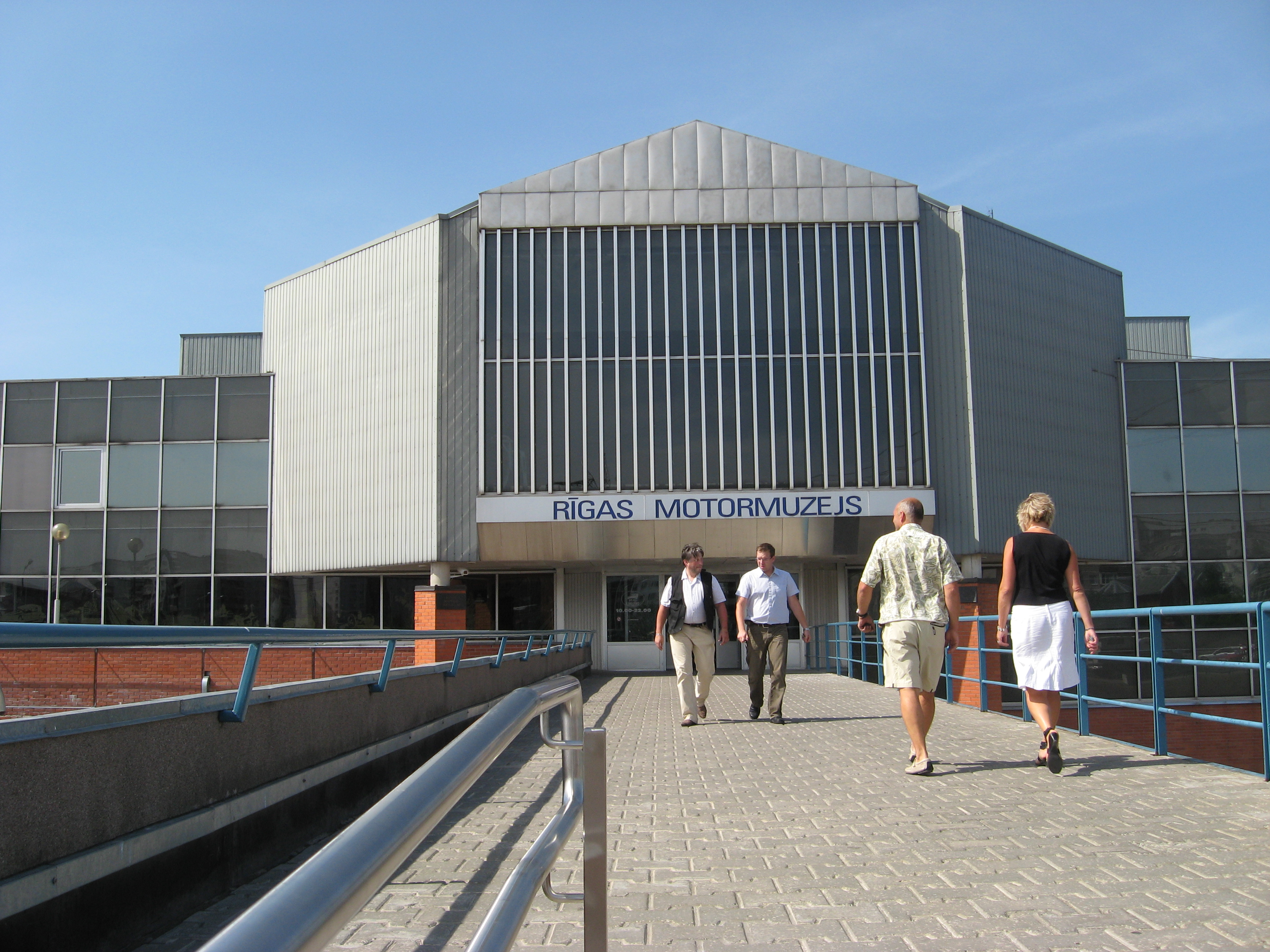
リガ自動車博物館

リガ自動車博物館 (ラトビア語: Rīgas motormuzejs)はバルト3国で最大の自動車博物館である。
博物館は交通省の独立行政法人が運営している。1992年から国際交通通信博物館協会(IATM–ICOM)に加入しており、1994年からはラトビア博物館協会 (Latvijas muzeju asociācija)に加盟している。2002年にはラトビア交通開発と教育協会 (Latvijas transporta un izglītības asociācija)に加盟している。
博物館は1989年、ラトビア旧車クラブ(AAK) によって設立された。